# Hitzendorf
Hitzendorf osztrák mezőváros Stájerország Graz-környéki járásában. 2017 januárjában 7134 lakosa volt.

## Fekvése

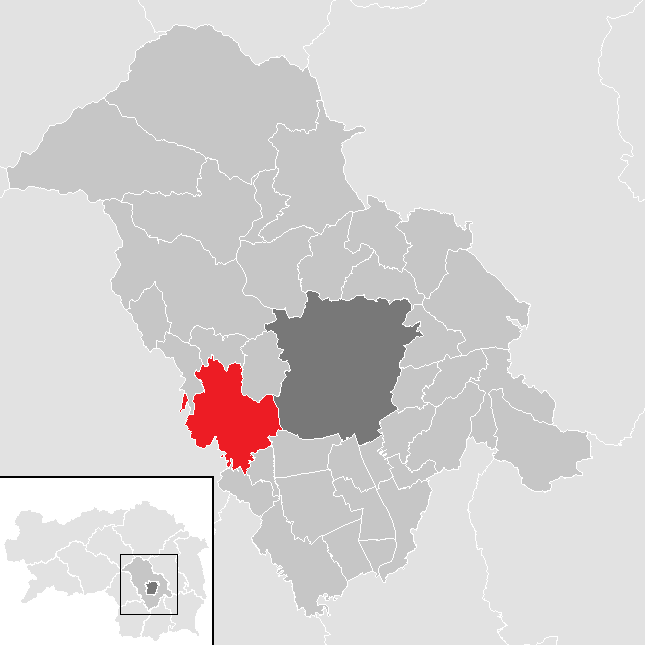
Hitzendorf a Graz-környéki járásban

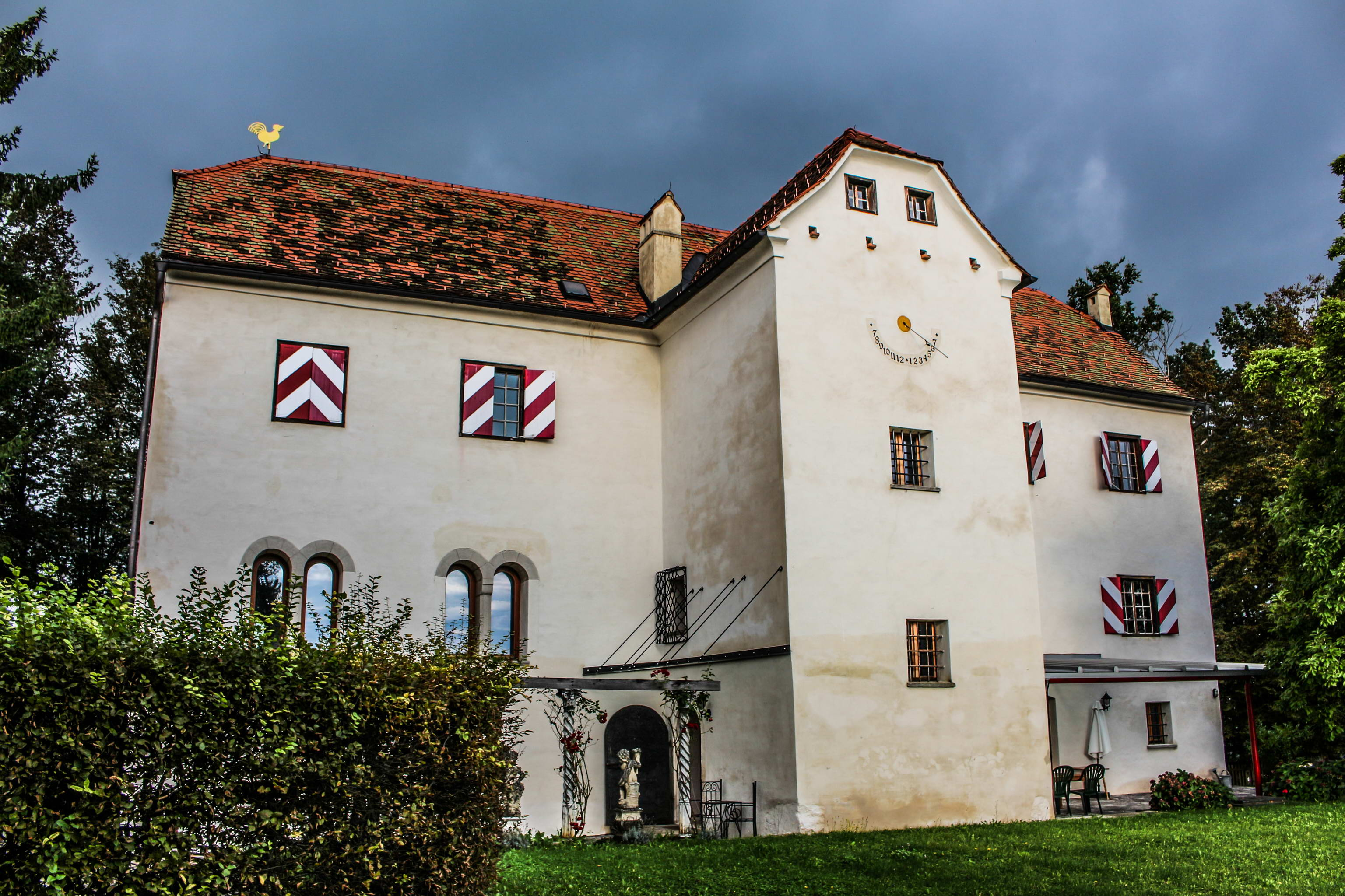
A Tausendlust-kastély

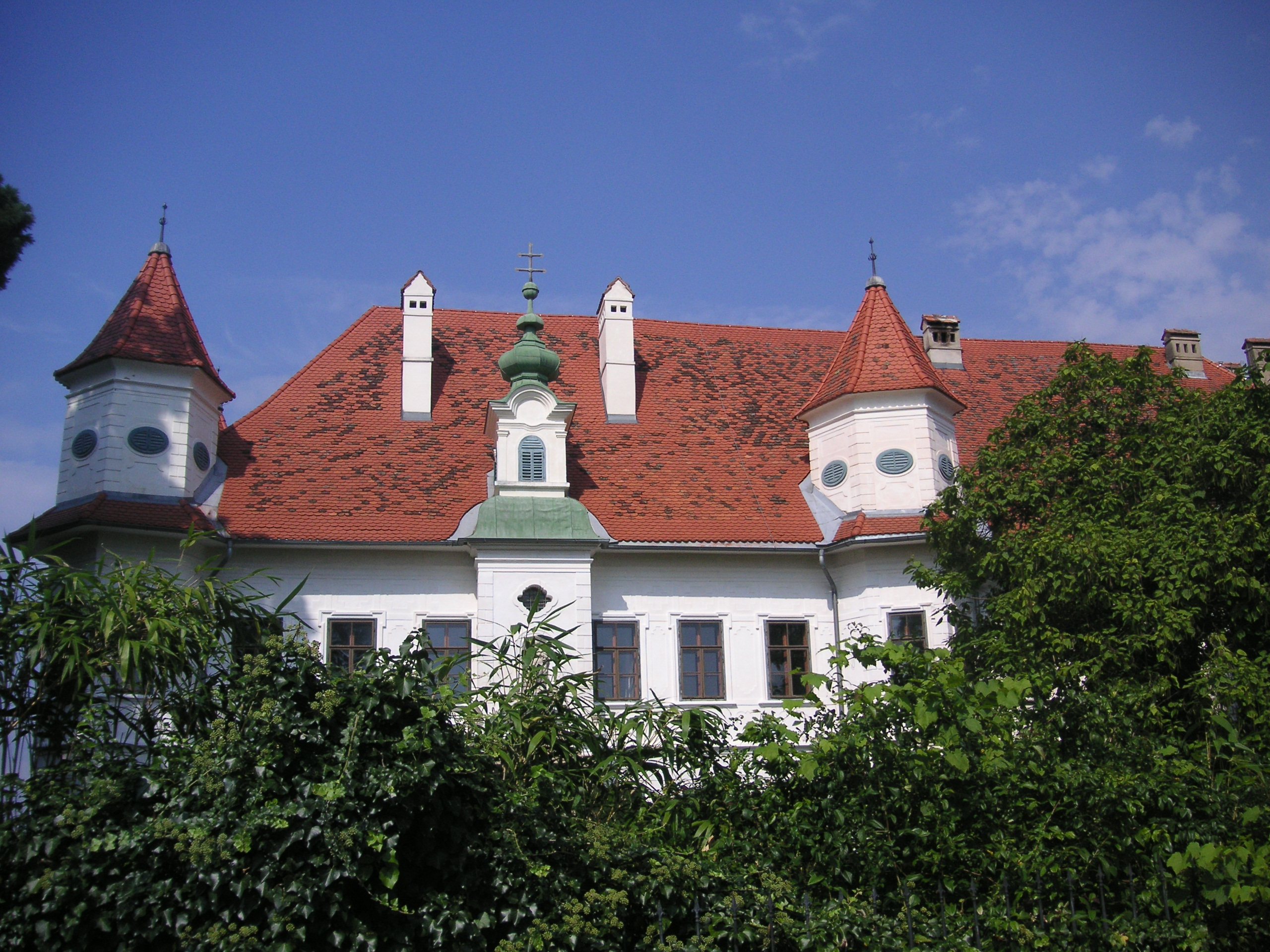
Az altenbergi kastély

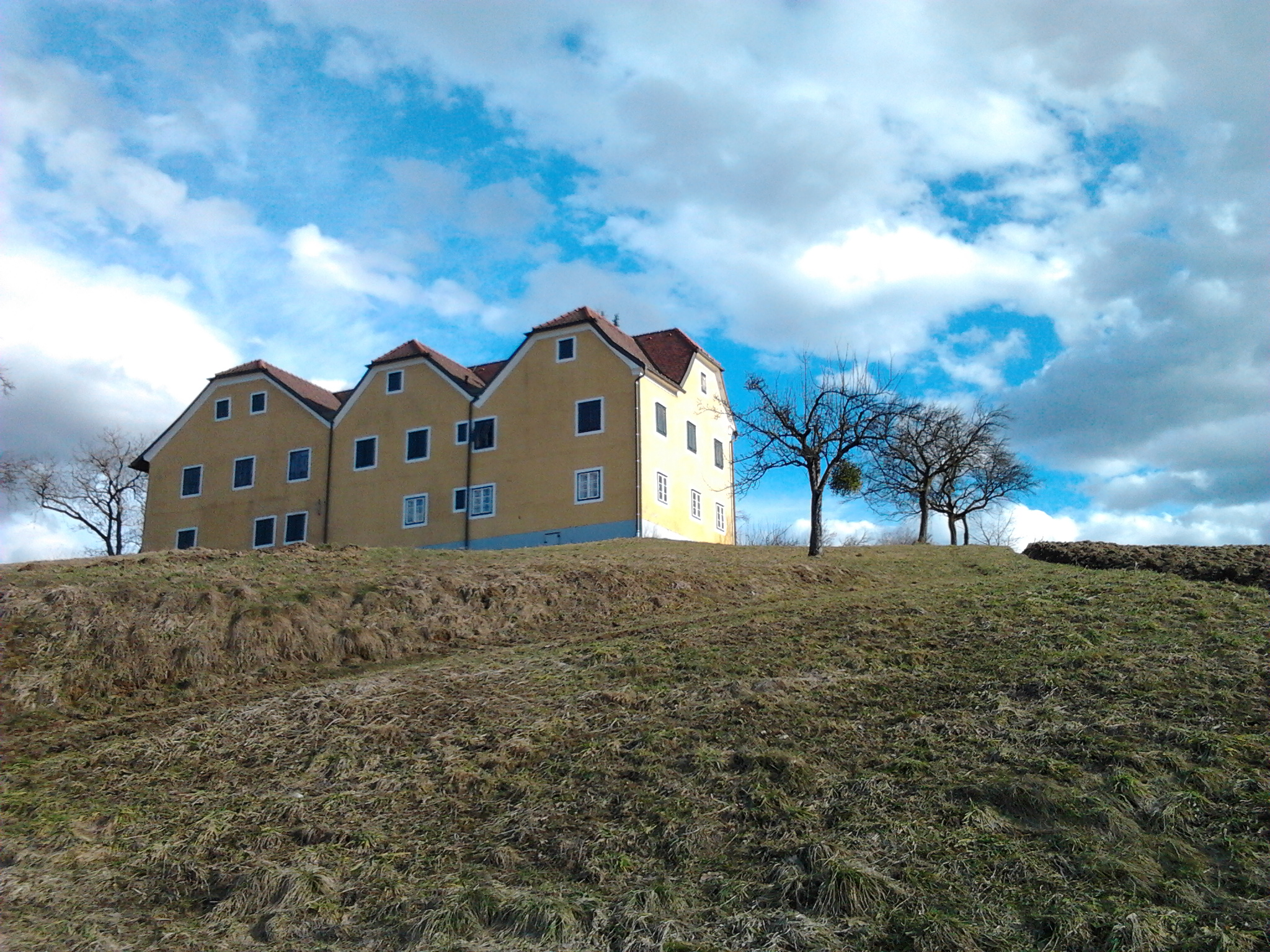
A Haller-kastély

Hitzendorf a nyugat-stájerországi régióban fekszik, a Lieboch folyó mentén, kb. 10 km-re nyugatra Graztól. Másik fontos folyója a Söding. A Lieboch és a Söding völgye, valamint keleten a Grazi-medence között egy-egy gerinc húzódik. Legmagasabb pontja az 567 méteres Kreuzeck. Az önkormányzat 23 települést egyesít: Hitzendorf (1129 lakos 2018-ban), Höllberg (231), Holzberg (196), Oberberg (318), Neureiteregg (226), Niederberg (332), Altenberg (125), Altreiteregg (246), Berndorf (436), Doblegg (157), Mayersdorf (178); Michlbach (exklávé, 38 lakos), Pirka (70), Attendorf (362), Attendorfberg (310),
Mantscha (467), Mühlriegl (129), Riederhof (213), Schadendorfberg (80), Södingberg (54), Stein (325), Rohrbach (833), Steinberg (679).  
A környező önkormányzatok: északnyugatra Sankt Bartholomä, északra Sankt Oswald bei Plankenwarth, északkeletre Thal, keletre Graz, délkeletre Seiersberg-Pirka és Haselsdorf-Tobelbad, délre Lieboch, délnyugatra Söding-Sankt Johann, nyugatra Stallhofen.

## Története
A város területén az ember jelenlétének legkorábbi bizonyítékai az Altreitereggben talált, i.e 2400-1800 közötti halomsírok. A bronzkorból egy i.e. 1000 körülre datált fejszét ástak ki a régészek. I.e. 400 körül a régió a kelták uralma alá került és Noricum királyságának részévé vált; utóbbit időszámításunk kezdete körül a Római Birodalom bekebelezte. Ebből a korból is számos halomsír maradt meg, ami arra utal, hogy a térség sűrűn lakott lehetett. 
Hitzendorf első írásos említése 1163-ból származik. A mai mezőváros területén a reini és stainzi apátságok, valamint az eggenbergi uradalom osztoztak egészen 1848-ig, amikor a feudális birtokrendszert felváltotta a modern önkormányzatiság. A községi tanács 1850-ben alakult meg. 
A szomszédos Reiteregg egy részét 1952-ben kapcsolták Hitzendorfhoz, amelyet 1967-ben mezővárosi rangra emeltek. A korábban főleg mezőgazdaságból élő település lakosainak nagy része Grazba jár be dolgozni. 
A 2015-ös stájerországi közigazgatási reform során a szomszédos Attendorf és Rohrbach-Steinberg községeket Hitzendorfhoz csatolták.  

## Lakosság
A hitzendorfi önkormányzat területén 2017 januárjában 7134 fő élt. A lakosságszám 1939 óta dinamikusan gyarapodó tendenciát mutat, elsősorban a Grazból az agglomerációba kiköltözők miatt. 2015-ben a helybeliek 96,5%-a volt osztrák állampolgár; a külföldiek közül 1,3% a régi (2004 előtti), 1,4% az új EU-tagállamokból érkezett. 2001-ben a lakosok 92,1%-a római katolikusnak, 1,8% evangélikusnak, 5% pedig felekezet nélkülinek vallotta magát. Ugyanekkor 4 magyar élt a mezővárosban. 

## Látnivalók
- az altenbergi kastély a 17. század végén épült
- a reitereggi kastélyt szintén a 17. század végén emelték
- a Schütting-kastély 18. századi
- a Tausendlust-kastély a 16. században épült
- az attendorfi Haller-kastély
- a Háromfenyős Szűz Mária-plébániatemplom 1699-ben nyerte el mai külsejét
- az altreitereggi Porsche-traktormúzeum 27 traktort mutat be
- a Christian Gollob és Robert W. Wilfing szobrait bemutató két galéria

## Híres hitzendorfiak
- Hans Brandstetter (1854–1925) szobrász

## Testvértelepülések
- Belvárdgyula (Magyarország)

## Fordítás
- Ez a szócikk részben vagy egészben  a   Hitzendorf című német Wikipédia-szócikk ezen változatának fordításán alapul.  Az eredeti cikk szerkesztőit annak laptörténete sorolja fel. Ez a jelzés csupán a megfogalmazás eredetét és a szerzői jogokat jelzi, nem szolgál a cikkben szereplő információk forrásmegjelöléseként.